# خوشاب (نوشیدنی)
خوشاب یک گونه نوشیدنی سنتی ایرانی است که در آن   آلبالو، پخته باشند و با کمی قند شیرین کرده بنوشند. خوشاب را می‌توان معادل کمپوت در آشپزی غیرایرانی دانست.
یک روش تهیه آن است که مقداری برگه خشکباری مانند البالو را در آب خیسانده و چند دقیقه جوشاند.
با افزودن آب بیشتر و مقداری شکر، می‌توان شربت خوشاب تهیه کرد. این شربت را می‌توان با خوشاب میوه تازه نیز تهیه کرد.

## منبع
1. ↑  «دهخدا». بایگانی‌شده از اصلی در ۲۱ مارس ۲۰۱۴. دریافت‌شده در ۵ مه ۲۰۱۳.
2. 1 2  «خوشاب - khoshab». بایگانی‌شده از اصلی در ۱۴ ژوئن ۲۰۱۲. دریافت‌شده در ۵ مه ۲۰۱۳.